# キース・ファン・イールセル
キース・ファン・イールセル（Kees van Ierssel）ことコルネリウス・クラディウス・ヘンリクス・ファン・イールセル（Cornelius Claudius Henricus van Ierssel、1945年12月6日）は、オランダ・北ブラバント州ブレダ出身の元同国代表サッカー選手。現役時代のポジションはDF。

## 略歴
現役時代は主にFCトゥウェンテでプレーし、1974年には1974 FIFAワールドカップに臨むオランダ代表に選出された。しかし、準優勝に終わった大会での出番は訪れず、ワールドカップ前後の国際Aマッチ10試合に出場して1982年にヘラクレス '74で現役生活を終えた。

## 所属クラブ
- 1962年 - 1969年 VVバロニエ（オランダ語版）
- 1969年 - 1979年 FCトゥウェンテ
- 1979年 - 1982年 ヘラクレス '74